# Geronimo Trail Scenic Byway
Geronimo Trail Scenic Byway è un percorso scenico nazionale statunitense creato per commemorare il condottiero apache Geronimo. La strada è stata riconosciuta dal Dipartimento del Trasporto del Nuovo Messico, citando che è un percorso.
La città di Truth or Consequences, Nuovo Messico, è al centro di questo sentiero, nella parte meridionale troviamo San Lorenzo, Contea di Grant, Nuovo Messico e nella parte settentrionale la stazione di Beaverhead Ranger. La Federal Highway Administration dice che lunghezza totale di questa strada panoramica e di circa 154,0 mi (247,8 km).
Le città comprendenti la parte meridionale, a partire da San Lorenzo, includono Kingston, Hillsboro, Caballo, Williamsburg e la città fantasma della Valle del Lago che si trova a 18 km (29 km) a sud del sentiero da Hillsboro, NM 27.